# New Bullards Bar Reservoir
Het New Bullards Bar Reservoir is een groot stuwmeer in de Amerikaanse staat Californië. Het ligt in het noorden van de Sierra Nevada, meer bepaald in het noordoosten van Yuba County, zo'n 50 km ten noordoosten van Yuba City. Het ligt in het door de Forest Service beheerde Tahoe National Forest. Het stuwmeer is gevormd door de New Bullards Bar Dam, een bijna 200 meter hoge stuwdam in de North Yuba River. Via tunnels ontvangt het stuwmeer ook een deel van het water van de Middle Yuba. Het wateroppervlakte ligt ongeveer 600 meter boven zeeniveau.
Het stuwmeer wordt gebruikt om twee elektriciteitscentrales, New Colgate Powerhouse en Fish Release Powerhouse, van waterkracht te voorzien. In tegenstelling tot de meeste waterkrachtcentrales bevindt de New Colgate-centrale deze zich niet aan de voet van de dam, maar 8 km verderop; dat heeft een grotere stijghoogte - een voordeel - als gevolg. Het hoofddoel van de dam en het stuwmeer zijn echter niet elektriciteitsopwekking, maar de beperking en controle van overstromingen. Irrigatie is een andere functie van het water uit het meer. Men kan er ten slotte ook zwemmen, vissen, pleziervaren en kamperen.